# Гравина, Карла
Карла Гравина (итал. Carla Gravina; род. 5 августа 1941) — итальянская актриса

 и политик. Снялась в 40 фильмах между 1957 и 1998 годами.

## Жизнь и карьера
Родилась в городе Джемона-дель-Фриули. В кино дебютировала в возрасте пятнадцати лет в фильме «Гвендалина» (Guendalina) Альберто Латтуады. Активно снимается в кино и телесериалах, как в комедийных так и в драматических ролях, часто выбирая роли в фильмах, сознательно эпатирующих публику (например, «Сердце матери» Сальваторе Сампери).
С конца 1970-х годов она постепенно сосредоточила свою деятельность на сцене и политике. С 1980 по 1983 год была депутатом Палаты депутатов от Итальянской коммунистической партии.
За свою артистическую карьеру Гравина завоевала ряд международных наград, в том числе: «Серебряный парус» за лучшую женскую роль в фильме «Любовь и болтовня» Алессандро Блазетти в 1958 году на Международном кинофестивале в Локарно, награду за лучшую женскую роль второго плана за роль в фильме Этторе Сколы «Терраса» на Каннском кинофестивале 1980 года и приз за лучшую женскую роль в картине Маргареты фон Тротта «Долгое молчание» Монреальского кинофестиваля 1993 года.